# The Who Sell Out
《The Who Sell Out》은 영국의 록 밴드 더 후의 세 번째 스튜디오 음반이다. 이 음반은 1967년 12월 15일, 영국의 트랙 레코드와 미국의 데카 레코드에 의해 발매되었다.
콘셉트 음반인 《The Who Sell Out》은 2번 트랙인 〈Heinz Baked Beans〉를 포함한 가짜 광고와 공익광고물이 뒤섞인 관련 없는 노래들의 모음으로 구성되어 있다. 이 음반은 파일럿 라디오 방송사인 라디오 런던이 방송하는 것을 목적으로 하고 있다. 더 후가 그들의 활동 기간 동안 실제 광고를 만들어왔으며, 그 중 일부는 리마스터드 CD에 보너스 트랙으로 포함되어 있었기 때문에 "매진"을 언급한 것은 의도된 아이러니였다.
이 음반은 기타리스트 피트 타운젠드가 주로 작곡했지만, 세 곡은 베이시스트 존 엔트위슬이, 한 곡은 선더클랩 뉴먼리스트의 보컬리스트 스피디 킨이 작곡했다. 타운젠드와 엔트위슬은 보컬리스트 로저 돌트리와 드러머 키스 문이 합류하고 오르가니스트 알 쿠퍼가 두 트랙에 게스트로 참여한다. 이 음반은 밴드의 매니저인 키트 램버트가 프로듀싱을 맡았다.
이번 음반 발매는 가짜 광고와 음반 커버에 대한 실제 상업적 이해관계에 대한 언급으로 인한 소송과 후를 무단으로 사용했다고 주장한 진짜 징글(라디오 런던 징글) 제작자들의 소송으로 이어졌다(징글은 텍사스주 댈러스의 PAMS 프로덕션에서 제작했다). 1960년대와 1970년대에 수천 개의 정거장 ID 신호음) 데오도란트 업체 오도로노는 크리스 스탬프가 후원금을 요구한 것에 대해 불쾌해했다. 〈I Can See for Miles〉는 싱글로 발매되었고 영국에서 10위, 미국에서 9위로 정점을 찍었다.
《The Who Sell Out》은 비평가들로부터 광범위한 찬사를 받았으며, 그들 중 일부는 이 음반을 더 후의 최고 기록으로 보았다. 이 음반은 《롤링 스톤》의 "역사상 가장 위대한 음반 500장"을 포함한 최고의 음반 목록에도 자주 실렸다. 하지만 이 음반은 영국 음반 차트에서 가장 낮은 순위를 기록한 음반으로, 13위로 정점을 찍었다.

## 배경
그의 저서 《맥시멈 R & B》에서, 그의 측근인 리처드 반즈는 밴드가 《배트맨》 주제 커버가 《Ready Steady Who》 EP에 등장한 후 광고 징글을 녹음하는 아이디어를 떠올렸다고 주장한다. 반즈는 피터 타운젠드와 비슷한 제안을 비웃음을 샀다고 알려진 로저 돌트리에게 이 아이디어를 제안했다.
처음에, 이 밴드의 《A Quick One》 후속곡의 제목은 그들의 최근 싱글 〈Pictures of Lily〉의 이름을 따서 《Who's Lily》라는 이름이 붙여질 예정이었다. 〈Summertime Blues〉의 커버, 콜라 징글, 기악곡 〈Sodding About〉과 같은 초기 컷들은 트랙 레코드의 레이블 동료 지미 헨드릭스가 타운젠드의 기타 연주에 영향을 미치는 것을 보여주었다.

## 커버 아트
커버는 데이비드 몽고메리가 각 밴드 멤버의 사진을 담은 패널로 나뉘어져 있는데, 앞면 2장 뒷면 2장이다. 피트 타운젠드가 오버사이즈 스틱에서 오도로노 브랜드 데오도란트를 바르고 있고 로저 돌트리가 하인즈 베이킹 원두가 가득 담긴 욕조에 앉아 있다(같은 오버사이즈 캔을 들고 있다). 돌트리는 욕조에 오래 앉아 있다가 폐렴에 걸리거나 독감에 걸리거나 "생전 최악의 감기"라고 주장했는데, 이는 콩이 냉장고에서 막 나온 뒤였고 "얼리도록 추웠기 때문"이라고 말했다. 뒷면에는 키스 문이 오버사이즈 튜브에서 오버사이즈 여드름에 메닥(여드름 연고)을 바르고, 표범 가죽 타잔 수트를 입은 존 엔트위슬은 한 팔은 표범 가죽 비키니 차림의 금발 모델을 다른 팔은 테디 베어 모델(찰스 아틀라스의 가짜 광고에 언급된 광고)로 쥐어짜고 있다.
《The Who Sell Out》의 오리지널 바이닐 사본은 잠긴 홈으로 반복되는 오디오 기괴함으로 끝을 맺는다(비틀즈의 《Sgt. Pepper's Lonely Hearts Club Band》에 대한 응답). 짜맞춘 그루브의 음악은 원래 더 후의 영국 음반사 트랙 레코드의 보컬 징글을 의도한 것에 대한 토막글이다.
1967년 영국 트랙 레코드(트랙 612002 모노 & 트랙 613002 스테레오)에 LP가 발매되었을 때, 아드리안 조지가 일러스트한 사이키델릭 포스터가 첫 1000장(스테레오 500장, 모노 500장) 안에 포함되었다. 그들은 전면 커버에 '무료 사이키델릭 포스터 인사이드'라고 적힌 스티커를 가지고 왔다. 포스터와 스티커가 부착된 첫 번째 프레싱은 희귀하기 때문에 600파운드(미국에서는 약 821달러) 이상에 판매되었다. 20인치 x 30인치 포스터는 2012년 더 후의 스튜디오 음반 카탈로그가 바이닐로 복원되면서 바이닐 포장으로 복원됐다.

## 발매 및 반응
| 전문가 평가                   | 전문가 평가 |
| 평가 점수                     | 평가 점수   |
| 출처                          | 점수        |
| ----------------------------- | ----------- |
| AllMusic                      | [ 6 ]       |
| Encyclopedia of Popular Music | [ 7 ]       |
| Mojo                          | [ 8 ]       |
| NME                           | 9/10        |
| Q                             | [ 8 ]       |
| Record Collector              | [ 8 ]       |
| Rolling Stone                 | [ 9 ]       |
| The Rolling Stone Album Guide | [ 10 ]      |
| Uncut                         | 5/5         |
| The Village Voice             | A+          |

이 음반은 1967년 12월 15일 영국에서 발매되었다. 이 곡은 차트에서 13위에 올랐다. 원래 11월 17일 발매일이 러닝오더에 대한 논쟁으로 미뤄졌다. 1968년 1월 6일 미국에서 발매되어 48위에 올랐다. 이 음반의 컨셉은 언더그라운드 음악계의 진지한 야망과 함께 아이러니가 어색하게 자리 잡았고, 많은 젊은 팝팬들에게는 모드 장면의 배경에 너무 구체적이었기 때문에 긍정적인 평가에도 불구하고 상업적인 활동을 방해했다.

## 곡 목록
모든 곡들은 특별한 언급이 없는 한 피트 타운젠드에 의해 작사/작곡하였다.
| #  | 제목                              | 작사·작곡   | 리드 보컬                   | 재생 시간 |
| -- | --------------------------------- | ----------- | --------------------------- | --------- |
| 1. | 〈Armenia City in the Sky〉       | 스피드 킨   | 로저 돌트리, 킨             | 3:48      |
| 2. | 〈Heinz Baked Beans〉             | 존 엔트위슬 | 키스 문, 엔트위슬, 타운젠드 | 1:00      |
| 3. | 〈Mary Anne with the Shaky Hand〉 |             | 돌트리, 타운젠드            | 2:28      |
| 4. | 〈Odorono〉                       |             | 타운젠드                    | 2:34      |
| 5. | 〈Tattoo〉                        |             | 돌트리, 타운젠드            | 2:51      |
| 6. | 〈Our Love Was〉                  |             | 타운젠드                    | 3:23      |
| 7. | 〈I Can See for Miles〉           |             | 돌트리                      | 4:05      |

| #  | 제목                | 작사·작곡 | 리드 보컬        | 재생 시간 |
| -- | ------------------- | --------- | ---------------- | --------- |
| 1. | 〈Can't Reach You〉 |           | 타운젠드         | 3:03      |
| 2. | 〈Medac〉           | 엔트위슬  | 엔트위슬         | 0:57      |
| 3. | 〈Relax〉           |           | 돌트리, 타운젠드 | 2:41      |
| 4. | 〈Silas Stingy〉    | 엔트위슬  | 엔트위슬, 돌트리 | 3:07      |
| 5. | 〈Sunrise〉         |           | 타운젠드         | 3:06      |
| 6. | 〈Rael (1 and 2)〉  |           | 돌트리           | 5:44      |